# Morgan Demiro-o-Domiro
Morgan Demiro-o-Domiro, né le 15 mars 1995 à Nice, est un trampoliniste français.

## Carrière
Il est sacré champion d'Europe 2022 par équipes à Rimini avec Allan Morante, Pierre Gouzou et Florestan Riou.
Aux Championnats du monde de trampoline 2023 à Birmingham, il remporte la médaille d'or en trampoline par équipes avec Julian Chartier, Allan Morante et Pierre Gouzou ainsi que la médaille de bronze en trampoline synchronisé avec Pierre Gouzou.
Aux Championnats d'Europe de trampoline 2024 à Guimarães, il remporte la médaille d'or en trampoline par équipes avec Allan Morante, Julian Chartier et Pierre Gouzou.
En synchronisé, il s’empare de l’argent avec Pierre Gouzou.

## Palmarès et résultats

### Championnats du monde
- 2023 : Champion du monde par équipe et 3e en synchro
- 2019 : 6e par équipe
- 2015 : 6e en individuel et 4e par équipe

### Championnats d’Europe
- 2024 : Champion d’Europe par équipe et vice-champion d'Europe en synchronisé[4]
- 2022 : Champion d’Europe par équipe, 6e en synchronisé et 14e en individuel
- 2016 : 16e en synchronisé
- 2012 (junior) : vice-champion d’Europe par équipe et en synchronisé, 4e en individuel en junior

### Championnats de France
- 2022 : 7e
- 2021 : Vice-champion de France
- 2019 : 5e
- 2016 : 7e
- 2015 : 9e